# Амок (фильм, 1983)
«Амок» (фр. Amok) — художественный фильм марокканского режиссёра Сухейля бен Барки, снятый в 1983 году при совместном производстве Марокко, Сенегала и Гвинеи.

## Синопсис
Фильм рассказывает о путешествии бывшего учителя из отдалённой деревни в город Йоханнесбург, охваченный конфликтами и страдающий от нищеты и апартеида.

## В ролях
- Робер Лиенсоль — Матьё Семпала
- Мириам Макеба — Жозефина Семпала
- Дута Сек — преподобный Сикау Норье
- Ричард Харрисон — Элтон Хорн
- Джанни Гарко — журналист Брейтен
- Джорджо Ардиссон — начальник полиции
- Эдмунд Пёрдом — Ярсвелд
- Клаудио Гора — Мистер Хорн

## Награды
- 1983 — XIII Московский международный кинофестиваль: Золотой приз[2]